# Lavrenti Beria
Lavrenti Pavlovitsj Beria (Russisch: Лавре́нтий Па́влович Бе́рия, Georgisch: ლავრენტი ბერია, Lavrenti Pavles dze Beria) (Mercheoeli, 12 km ten oosten van Soechoemi, 29 maart 1899 – Moskou, 23 december 1953) was een Sovjet-Russisch politicus van Georgische afkomst (de zogenoemde Georgische groep binnen de communistische partij, waar ook Stalin toe behoorde). De gevreesde baas van de geheime diensten werd op de Conferentie van Yalta door Stalin cynisch “onze Himmler” genoemd.

## Jeugd en vroege carrière
Beria's ouders waren zeer religieus en hij kreeg een strikt religieuze (Georgisch-orthodoxe) opvoeding. In 1917 werd Beria lid van de bolsjewistische vleugel van de Russische Sociaal Democratische Arbeiderspartij, sinds 1918 aangeduid als de Russische Communistische Partij. In 1921 werd hij lid van de Georgische Tsjeka, de geheime politie en van 1923 tot 1931 werd hij hiervan voorzitter. Van 1931 tot 1938 was Beria partijsecretaris van Georgië en van 1932 tot 1936 partijsecretaris van de Transkaukasische Socialistische Federatieve Sovjetrepubliek (een samenvoeging van de Georgische SSR, de Armeense SSR en de Azerbeidzjaanse SSR die in 1936 werd opgeheven, waarna de voormalige SSR's weer hersteld werden). Beria, een aanhanger van Stalin en diens stalinisme, werd in 1934 lid van het Centraal Comité van de Communistische Partij van de Sovjet-Unie (CPSU).
Begin 1938 viel Beria in ongenade en beval Nikolaj Jezjov zijn arrestatie. Beria was echter door het Georgische NKVD-hoofd Sergei Goglidze gewaarschuwd en vloog direct naar Moskou voor een ontmoeting met Stalin. Hij wist Stalin te overtuigen van zijn trouw door hem aan zijn efficiënte partijwerk in Georgië en Transkaukasië te herinneren. Stalin spaarde Beria, en uiteindelijk zou Jezjov door Beria weggezuiverd worden.

### NKVD
In augustus 1938 haalde Stalin Beria naar Moskou om de toenmalige volkscommissaris en hoofd van de NKVD Jezjov bij te staan als gedeputeerde, omdat Jezjov het werk niet zou aankunnen en hulp nodig had. Met steun van Stalin groeide Beria's macht. Ten slotte moest Jezjov zijn ontslag indienen zodat Beria zijn plaats kon innemen. In november 1938 werd Beria volkscommissaris en hoofd van de NKVD. Beria zuiverde Jezjovs getrouwen uit de NKVD, hoewel onder zijn leiderschap de Grote Zuivering ten einde liep. Nadat Jezjov al zijn publieke functies waren afgenomen, liet Beria hem in opdracht van Stalin arresteren, berechten en executeren.
Als hoofd van de NKVD stond hij onder meer aan het roer van de deportatie van Tsjetsjenen en Ingoesjen na goedkeuring van het plan door Stalin.

## Dodelijke experimenten
Op 24 juli 1995 onthulde de Russische krant Rossiikije Vesti dat in een geheim laboratorium in Moskou dodelijke experimenten op mensen waren uitgevoerd. De bedoeling was om gifmoord-operaties van 'staatsvijanden' in het buitenland zoals Leon Trotski en zelfs Adolf Hitler mogelijk te maken. De feiten werden aan het licht gebracht door Vladimir Bobrenjev, de assistent van de vroegere hoogste militaire aanklager. Dankzij de perestroika en de glasnost van de voormalige Sovjet-Russische president Michael Gorbatsjov kon Bobrenjev ongehinderd in de geheime dossiers van de KGB duiken. Het gaat met name om de originele verslagen van Grigory Mairanovsky, die door Beria was aangesteld om het onderzoek te leiden.

### Geheim giflaboratorium
In 1939 benoemde Beria de Moskouse biochemicus Mairanovsky tot hoofd van het chemisch laboratorium dat een afdeling was van het zogenaamde Laboratorium Nr. 1, ook wel de Kamera genoemd, sinister afgeleid van het Russische woord voor folterkamer. Samen met een ander (bacteriologisch) laboratorium stond deze afdeling onder het rechtstreeks en persoonlijk gezag van NKVD-chef Beria. De sadistische Mairanovsky, ook wel Dokter Dood genoemd, had al twintig jaar ervaring in gifexperimenten op konijnen. Van Beria kreeg hij de opdracht om te experimenteren op mensen.
In het hartje van Moskou, op een steenworp afstand van het NKVD-hoofdkwartier nabij het Loebjankaplein, werd een klein, geheim laboratorium opgericht. Witte muren en medische apparatuur moesten de indruk wekken dat het om een gespecialiseerd ziekenhuis ging. De proefpersonen werden niets vermoedend door in doktersjassen verklede geheim agenten uit de gevangenissen naar het laboratorium geleid. Ze kregen een vergiftigde maaltijd of drank aangeboden of werden geïnjecteerd met een zogenaamd vaccin of middel tegen spierverstrakking. In werkelijkheid kregen ze ricine, digitoxine, aconitine of curarine toegediend of werden ze blootgesteld aan mosterdgas. De dood volgde meestal na vijftien verschrikkelijke minuten van ademnood, hevige bloedingen, hoge koorts, diarree of vreselijke hart- en spierpijnen. De bedoeling was het bereiken van een snelle, efficiënte dood die geen sporen naliet bij een eventuele autopsie. Mislukte het experiment dan werd de 'patiënt' opgelapt en na enkele weken opnieuw aan het experiment blootgesteld. Beria's handlangers volgden het hele proces via kijkgaten in de deur van een fel verlichte cel en noteerden alles. Met succes, want in 1945 slaagde Mairanovsky's team erin om mensen door middel van de zogenoemde C-2 Mix een 'natuurlijke dood' te laten sterven zonder post-mortem het geringste spoor na te laten.
De meeste experimenten werden uitgevoerd op ter dood veroordeelde politieke gevangenen uit de strafkampen maar ook op Japanse topofficieren die in Sovjet-Russische krijgsgevangenschap waren beland. Volgens Bobrenjev werden in totaal minstens 150 gevangenen (waaronder waarschijnlijk ook onschuldige burgers) het slachtoffer van deze praktijken. Het laboratorium hield zich niet enkel bezig met experimenten op mensen maar vervaardigde ook van gifnaalden voorziene pennen, wandelstokken en paraplu's om, in samenwerking met de Russische buitenlandse spionagediensten, staatsvijanden in het buitenland te elimineren. In de marge van het onderzoek werd ook een soort waarheidsserum ontdekt, de zogenoemde Injectie C, waarbij de vergiftigde gevangenen gedurende 24 uur voor hun dood de neiging hadden om spontaan en sneller te praten.
In 1951 werd het laboratorium officieel gesloten maar werden de dodelijke experimenten op een andere plaats onder de naam Laboratorium Nr. 12 gewoon voortgezet. Mairanovsky zelf werd tien jaar gevangengezet op verdenking een Japans spion te zijn. Kort na zijn vrijlating kwam hij onder verdachte omstandigheden om het leven.

## NKGB en Tweede Wereldoorlog

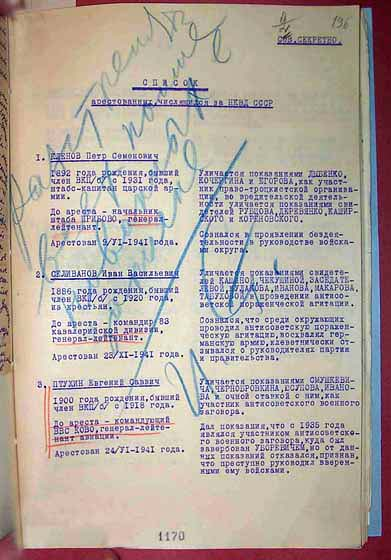
Door Beria opgestelde en door Stalin goedgekeurde lijst van op 23 februari 1942 gefusilleerde mensen

In februari 1941 kreeg Beria nieuwe functies. Hij werd vicevoorzitter van de Raad van Volkscommissarissen (vicepremier), kandidaat-lid van het politbureau en voorzitter van de NKGB, de voorloper van de KGB.
Na de Duitse aanval op de Sovjet-Unie in juni 1941, begon de Grote Vaderlandse Oorlog. Premier en partijleider Stalin richtte een Opperste Defensieraad in en vulde die met persoonlijke vertrouwelingen, onder wie Beria. De Defensieraad fungeerde als een soort oorlogs- of noodkabinet. Beria's strafkampen en goelags (die vielen onder de NKGB) vervaardigden de nodige zware en ruwe materialen die noodzakelijk waren voor de oorlogsvoering. Vanwege zijn verdiensten kreeg Beria in 1945 de titel Maarschalk van de Sovjet-Unie. In 1946 werd hij lid van het Presidium van de Opperste Sovjet (de voorzitter van dit lichaam was staatshoofd van de USSR) en lid van het politbureau. Het ministerschap van de NKVD en het voorzitterschap van de NKGB legde hij neer. Beria leidde na de Tweede Wereldoorlog het atoomprogramma van de Sovjet-Unie. Dit programma had tot dan een ondergeschikte rol gespeeld, en Stalin stond erop dat ook de Sovjet-Unie de bom in handen zou krijgen. In 1949 slaagde de eerste Sovjetkernproef, met een bom twee keer zo krachtig als de Amerikaanse. In 1952 werd Beria lid van het presidium van de CPSU (de opvolger van het politbureau).
Beria was de op een na machtigste man van de Sovjet-Unie en zeer gevreesd. De NKVD/NKGB was uitgegroeid tot een staat binnen een staat. Door het commissarissensysteem had Beria invloed op het leger. De NKVB/NKGB was ook verantwoordelijk voor grensbewaking en beschikte daardoor over eigen vliegvelden, tanks en zelfs vliegtuigen. Als Stalins scherprechter kon Beria bovendien carrières maken en breken. Hij stuurde miljoenen mensen naar de strafkampen.

## Seksschandalen en machtsmisbruik
Hoewel Beria getrouwd was, koos hij de mooiste vrouwen en meisjes uit, waaronder filmsterren, en verkrachtte hen. Beria onthaalde hen op een maaltijd met vaak alcoholische versnaperingen, waarna hij zich uitkleedde en zich aan de betreffende vrouw vergreep. Na afloop kreeg de vrouw een bloemstuk mee: als ze dat aanvaardde, betekende dat dat ze akkoord gegaan was, als ze weigerde, werd ze gearresteerd. Toen een van hen seks weigerde omdat haar borsten pijn deden en een lijfwacht het bloemstuk bracht, schreeuwde Beria haar toe: "Dat is geen bloemstuk maar een krans! Moge hij op je graf verrotten!" Vervolgens werd de vrouw in kwestie gearresteerd. In een ander geval haalde hij de actrice Tatiana Okunevskaya over tot seks met de belofte haar familie vrij te laten uit gevangenschap, wetende dat haar familie al enkele maanden eerder door de NKVD geëxecuteerd was. Beria zou door zijn seksuele activiteiten syfilis hebben opgelopen, waaraan hij zich in het diepste geheim in een NKVD-kliniek, zelfs buiten medeweten van Stalin, zou hebben laten behandelen.
Soms zou Beria zelfs meerdere meisjes laten halen en zich naakt laten uitkleden en ze op armen en knieën in een cirkel met de hoofden naar elkaar laten opstellen, zodat het van boven enigszins op een bloem leek. Beria zou dan om ze heen lopen, er een uitkiezen, en het gekozen meisje aan haar been de kring uitslepen en meenemen naar de aangrenzende kamer om haar te verkrachten. Dit zou hij zijn 'bloemspelletje' noemen. Ook zou hij weerspannige meisjes hebben vermoord of laten vermoorden, om ze vervolgens in de tuin te laten begraven. Stalinbiograaf Sebag-Montefiore omschreef Beria als een “seksuele predator, die zijn macht gebruikte om zichzelf in obsessieve verdorvenheid onder te dompelen”. Ambassadepersoneel van de Amerikaanse ambassade in dezelfde straat zou hebben gezien dat jonge meisjes 's nachts naar Beria's huis werden gebracht.
Veel vrouwen in de nabijheid van Beria probeerden er zo onaantrekkelijk mogelijk uit te zien, of verhuisden naar het platteland. Toen Beria Alexander Poskrebyshevs dochter een compliment maakte met haar schoonheid, nam Poskrebyshev haar apart en zei: “Accepteer nooit een lift van Beria!” Beria toonde op een feestje belangstelling voor de dochter van maarschalk Kliment Vorosjilov en achtervolgde hun auto op de terugweg. Zelfs Stalin vond het niet prettig wanneer zijn dochter Svetlana bij de familie Beria was: "Zorg dat ze direct naar huis komt! Ik vertrouw Beria niet!" Toch zag Stalin Beria tijdens de oorlog en vlak erna als te waardevol om te vervangen.
Beria liet zijn lijfwacht kolonel Sarkisov een lijst met namen en nummers maken van zijn favoriete vrouwen. Nadien realiseerde hij zich hoe gevaarlijk dit was en droeg Sarkisov op de lijst te vernietigen. Deze speelde de lijst echter door aan Viktor Abakoemov en zo aan Stalin, die Beria meer en meer wantrouwde.
Beria's vrouw Nina Beria heeft overigens nadien de verhalen over zijn seksuele uitspattingen ontkend. In een interview in 1990 verklaarde ze: “Lavrenti werkte dag en nacht door. Waar zou hij de tijd vandaan moeten halen voor zijn legioen van vrouwen?” Echter, in 1993 werden vijf vrouwelijke stoffelijke overschotten gevonden tijdens graafwerkzaamheden bij het voormalige huis van Beria in Moskou.

## Ondergang

### Stalins dood
Beria werd vermoedelijk op 3 maart 1953 op de hoogte gebracht dat Stalin een beroerte had gekregen. Hij liet niemand bij Stalin tot het te laat was. Bovendien durfde eigenlijk niemand dit, nadat Stalin een aantal van zijn dokters had laten oppakken. Een aantal historici beweert daarom dat Beria Stalin had laten vergiftigen, omdat hij vermoedde dat Stalin hem uit de weg wilde ruimen. Volgens Nikita Chroesjtsjov gedroeg Beria zich onderdanig en kuste hij Stalins hand wanneer deze bij kennis was, en bespotte en bespuwde hem wanneer hij buiten bewustzijn was. Na Stalins dood gedroeg Beria zich opgewekt en riep zijn chauffeur. Anastas Mikojan mompelde tegen Chroesjtsjov dat “Beria naar het Kremlin was gegaan om de macht te grijpen”, waarop de gehele partij-elite zich naar de eigen limousines haastte om te voorkomen dat Beria de kans kreeg maatregelen te nemen.
Na de dood van Stalin werd Beria minister van Defensie en vicepremier, en had een bondgenootschap gesloten met Malenkov, die zelf premier was. Aanvankelijk zag het ernaar uit dat dit bondgenootschap de machtsstrijd zou winnen waarna Beria wellicht Malenkov in een later stadium zou wippen. De overmoedigheid en ongemaskeerde ambitie van Beria leidde tot zijn eigen ondergang en de overige machthebbers begonnen tegen hem samen te spannen.
Ook politiek was er afstand ontstaan tussen Beria en de rest. Beria wenste een betere relatie met de Verenigde Staten in de hoop de Sovjet-economie, die in de Tweede Wereldoorlog zware schade had opgelopen, op te peppen. Beria wilde een pragmatisch beleid waarbij de bolsjewistische ideologie zou worden losgelaten zonder overigens de bevolking meer vrijheid te geven. Ook wilde hij de Baltische Staten meer autonomie geven. Toen in 1953 de volksopstand in de DDR uitbrak, werden andere leiders bang dat hij de DDR wilde opofferen in ruil voor Amerikaanse hulp. Hierop beraamden Chroesjtsjov, Zjoekov en andere kopstukken een coup tegen hem. Malenkov liet Beria vallen en sloot zich bij hen aan.

### Proces en executie
Op 26 juni 1953 vond een bijeenkomst van het partijpresidium plaats, waar Beria onverwachts verbaal werd aangevallen. Vervolgens diende Chroesjtsjov  een motie tegen hem in. Beria zocht hulp van Malenkov, maar deze negeerde hem. Na aanname van de motie riep Malenkov Zjoekov op, die Beria liet arresteren. Veel ondergeschikten en getrouwen van Beria werden eveneens gearresteerd, onder hen Vsevolod Merkulov, Bogdan Kobulov, Sergey Goglidze, Vladimir Dekanozov, Pavel Meshik en Lev Vlodzimirski.
Een geheim proces voor het opperste gerechtshof van de USSR, voorgezeten door Ivan Konev, vond plaats. Beria had geen recht op een advocaat en kon niet in hoger beroep gaan. Beria werd beschuldigd van en schuldig bevonden aan:
- Verraad wegens de eerdergenoemde concessies die hij aan het Westen zou willen doen. Bovendien zou hij hebben aangeboden Karelië, de Koerilen, Moldavië en de oblast Kaliningrad terug te geven aan hun voormalige eigenaars. Daarbij zou hij opzettelijk de Duitsers de Noordelijke Kaukasus hebben laten bezetten tijdens de oorlog.
- Terrorisme, te weten de zuivering van het Rode Leger in 1941.
- Lidmaatschap van een contrarevolutionaire organisatie, daar hij in 1919 bij de Azerbeidzjaanse Hummetpartij had gewerkt.

Op 23 december 1953 werd Lavrenti Beria schuldig bevonden en ter dood veroordeeld. Beria zakte huilend in elkaar en smeekte om genade. Dezelfde dag werd hij op 54-jarige leeftijd terechtgesteld. Ook zes van zijn trouwste ondergeschikten werden die dag veroordeeld en geëxecuteerd. De latere maarschalk generaal kolonel Pavel Batitski voerde de executie zelf uit door hem in het voorhoofd te schieten, na hem een prop in de mond gestopt te hebben om zijn gegil en gesmeek te stoppen. Beria's lichaam werd gecremeerd en de as werd in een bos begraven.
Nadien is in het huis van Beria de Tunesische ambassade in Rusland gevestigd.

## Onderscheidingen
- Orde van de Rode Banier van de Georgische Socialistische Sovjetrepubliek (1923)
- Orde van de Rode Banier der Arbeiders van de Georgische SSR (1931)
- Orde van de Rode Banier der Arbeiders van de Azerbeidzjaanse Socialistische Sovjetrepubliek (1932)
- Leninorde (1935, 1943, 1945 en 1949)
- Orde van de Rode Banier (1924, 1942 en 1944)
- Orde van de Volksrepubliek Tannoe-Tuva (1943)
- Held van de Socialistische Arbeid (1943)
- Orde van Suha Bator (1949)
- Orde van de Rode Banier der Arbeid van de Armeense Socialistische Sovjetrepubliek (1949)
- Orde van Soevorov, 1ste klasse (1949)
- Stalinprijs, 1ste klasse (1949 en 1951)

- Bibsys: 90745400
- Biblioteca Nacional de Chile: 000287303
- Biblioteca Nacional de España: XX1271411
- Bibliothèque nationale de France: cb11942705t (data)
- Catàleg d'autoritats de noms i títols de Catalunya: 981058619955406706
- CiNii: DA0748195X
- Gemeinsame Normdatei: 118509586
- International Standard Name Identifier: 0000 0001 0959 1132
- Library of Congress Control Number: n50007693
- Nationale Bibliotheek van Letland: 000066406
- Bibliotheek van het Japanse parlement: 00620357
- Nationale Bibliotheek van Tsjechië: jn20000700157
- Nationale bibliotheek van Australië: 35928729
- Nationale Bibliotheek van Israël: 987007258404105171
- Nationale Bibliotheek van Polen: a0000001183623
- Nationale en Universitaire bibliotheek Zagreb: 000077471
- Nederlandse Thesaurus van Auteursnamen: 070207070
- Russische Staatsbibliotheek: 000079462
- LIBRIS: 40374
- Système universitaire de documentation: 027370712
- Trove: 1150037
- Virtual International Authority File: 20471281
- WorldCat: E39PBJht8qp8jkVDv376CDyGHC